# Arvis Vilkaste
Arvis Vilkaste (ur. 8 kwietnia 1989 w Balvi) – łotewski bobsleista, medalista olimpijski. Jeździ w czwórkach.
Jego największym sukcesem jest złoto na igrzyskach olimpijskich w Soczi w 2014 roku. Na rozgrywanych rok później mistrzostwach świata w Winterbergu Łotysze z Vilkaste w składzie zdobyli brązowy medal w czwórkach. W sezonie 2013/2014 dwa razy wygrał zawody Pucharu Świata. W 2012 roku w Igls zdobył złoto na mistrzostwach świata juniorów.